# Никодим (Чибисов)
Митрополи́т Никоди́м (в миру Ю́рий Вале́рьевич Чи́бисов; род. 30 декабря 1969, Павловский Посад) — епископ Русской православной церкви, с декабря 2018 года митрополит Новосибирский и Бердский.

## Биография
Родился 30 декабря 1969 года в православной семье в городе Павловском Посаде Московской области.
С детства посещал павловопосадский храм Вознесения Господня, в котором пел на клиросе.
В 1985 году окончил павловопосадскую среднюю школу № 1, а в 1988 — СПТУ № 34.
В 1988—1990 годах проходил срочную службу в рядах Советской армии.
С 1990 года помогал восстанавливать Покровско-Васильевский храм в Павловском Посаде, в котором исполнял послушание пономаря и различные другие послушания.
В 1992 году был принят в Московскую духовную семинарию, за время учёбы в которой исполнял послушание лектора истории Русской Церкви в иконописной школе при Московской духовной академии.
По окончании семинарии Учебным комитетом направлен на преподавательскую работу в Саратовскую духовную семинарию, где исполнял послушание старшего помощника инспектора и проректора по воспитательной работе. Одновременно заочно обучался в МДА.
24 декабря 1997 года принял монашеский постриг.
7 января 1998 года архиепископом Саратовским и Вольским Александром (Тимофеевым) рукоположён в сан диакона, а 18 января — в сан иерея.
5 апреля 1998 года за успехи в преподавательской работе был удостоен права ношения набедренника.
Для проведения восстановительных работ в Троицком соборе города Саратова 29 апреля 1998 года был назначен исполняющим обязанности настоятеля этого храма, а 12 октября назначен настоятелем храма Казанской иконы Божией Матери посёлка Александров Гай.
В январе 1999 года перешёл на служение в Москву в храм Воздвижения Креста Господня в Алтуфьеве, 13 августа назначен на служение в московский Зачатьевский женский монастырь.
В 2000 году заочно окончил Московскую духовную академию со степенью кандидата богословия за диссертацию на тему «Зачатьевский Ставропигиальный женский монастырь».
15 апреля 2006 года, ко дню празднования Святой Пасхи, патриархом Алексием II удостоен права ношения наперсного креста.

### Архиерейство
27 декабря 2007 года решением Священного синода РПЦ назначен епископом Шатурским, викарием Московской епархии.
9 марта 2008 года, в Прощёное воскресенье, в храме Христа Спасителя возведён патриархом Алексием II в сан архимандрита. 22 марта в домовом храме во имя Всех святых, в Земле Российской просиявших, в Патриаршей и Синодальной резиденции в Свято-Даниловом монастыре состоялось наречение архимандрита Никодима во епископа Шатурского, викария Московской епархии. 23 марта в храме Христа Спасителя состоялась его архиерейская хиротония, которую совершили патриарх Московский и всея Руси Алексий II, митрополит Смоленский и Калининградский Кирилл (Гундяев), митрополит Калужский и Боровский Климент (Капалин), митрополит Ташкентский и Среднеазиатский Владимир (Иким), архиепископ Истринский Арсений (Епифанов), епископ Дмитровский Александр (Агриков), епископ Сергиево-Посадский Феогност (Гузиков), епископ Бронницкий Амвросий (Ермаков) и епископ Кемеровский и Новокузнецкий Аристарх (Смирнов).
10 декабря 2008 года решением Священного синода включён в состав Комиссии по подготовке Поместного собора Русской православной церкви, прошедшего 27 по 28 января 2009 года.
31 марта 2009 года определением Священного синода епископ Никодим назначен правящим архиереем Анадырской и Чукотской епархии (епархия вдовствовала с 28 июня 2008 года после увольнения на покой епископа Диомида (Дзюбана)).
30 мая 2011 года решением Священного синода назначен управляющим новообразованной Енисейский и Норильский епархией.
16 марта 2012 года решением Священного синода утверждён в должности настоятеля (священноархимандрита) Спасо-Преображенского мужского монастыря города Енисейска.
С 11 по 25 июня 2012 года в Общецерковной аспирантуре и докторантуре проходил курсы повышения квалификации для новопоставленных архиереев.
30 мая 2014 года назначен епископом Челябинским и Златоустовским, главой Челябинской митрополии. 8 июня 2014 года в Успенском соборе Троице-Сергиевой лавры патриархом Кириллом возведён в сан митрополита.
27 декабря 2016 года решением Священного синода в связи с образованием Златоустовской епархии титул изменён на «Челябинский и Миасский».
28 декабря 2018 года решением Священного синода перемещён на Новосибирскую и Бердскую кафедру. 26 февраля 2019 года Священный синод утвердил митрополита Новосибирского и Бердского Никодима в должности священноархимандрита Михаило-Архангельского монастыря в Козихе и назначил исполняющим обязанности ректора Новосибирской духовной семинарии.

## Награды
- Медаль ордена «За заслуги перед Отечеством» II степени (1 февраля 2025) — за вклад в сохранение и развитие духовно-нравственных традиций, активную просветительскую деятельность[17].
- памятный знак «За труд на благо города» (Новосибирск, 6 июня 2023)[18].